# Pantiñobre
Pantiñobre (llamada oficialmente Santo Estevo de Pantiñobre) es una parroquia y aldea española del municipio de Arzúa, en la provincia de La Coruña, Galicia.

## Otras denominaciones
La parroquia también es conocida por el nombre de San Esteban de Pantiñobre.

## Entidades de población
Entidades de población que forman parte de la parroquia:
- A Riva (A Riba)
- Corredoiras (As Corredoiras)
- Curuxeiras (As Curuxeiras)
- Devesa (A Devesa)
- Fondevila
- Iglesia (A Igrexa)
- Ronfes
- Pantiñobre
- Pedride
- Pousada
- Pumar (O Pumar)
- Rial (O Rial)
- Sixto (O Sisto)
- Trasfontao
- Vilar

## Demografía

### Parroquia
| Gráfica de evolución demográfica de Pantiñobre (parroquia) entre 2000 y 2018 |
|                                                                              |
| Datos según el nomenclátor publicado por el INE.                             |

### Aldea
| Gráfica de evolución demográfica de Pantiñobre (aldea) entre 2000 y 2018 |
|                                                                          |
| Datos según el nomenclátor publicado por el INE.                         |